# Tình yêu zombie
Tình yêu zombie (tựa gốc: Warm Bodies, tạm dịch: Xác ấm) là một bộ phim zombie hài hước siêu linh lãng mạn năm 2013 của Mỹ dựa trên tiểu thuyết cùng tên của Isaac Marion. Do Jonathan Levine viết kịch bản và đạo diễn, dàn diễn viên gồm Nicholas Hoult, Teresa Palmer, Analeigh Tipton và John Malkovich.
Bộ phim tập trung vào sự phát triển mối quan hệ giữa Julie (Palmer), một cô gái trẻ, và "R" (Hoult), một zombie, và sự lãng mạn cuối cùng của họ phát triển như thế nào. Bộ phim lưu ý phô diễn các đặc tính con người trong nhân vật zombie, và được tường thuật từ quan điểm của zombie.